# Vitkål

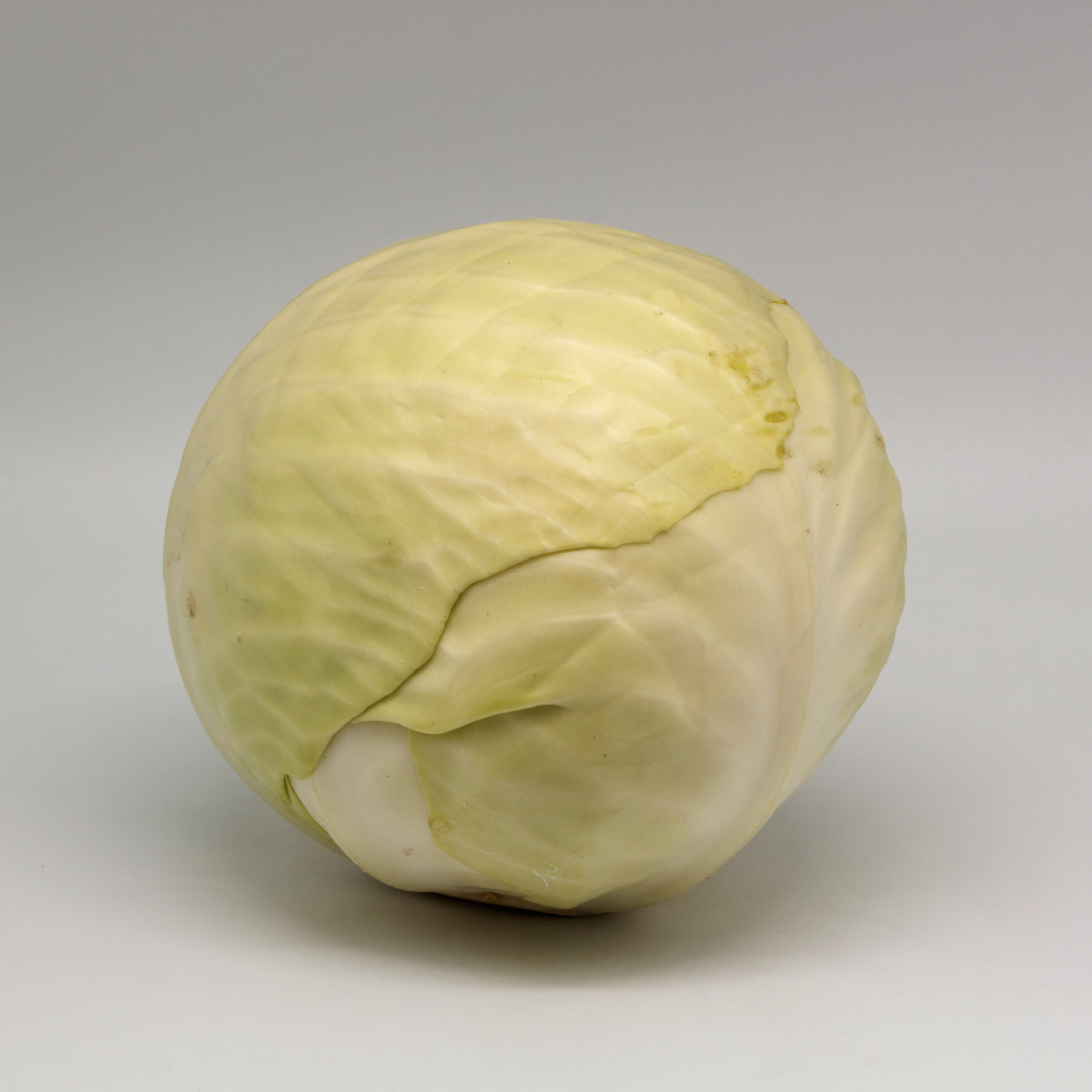
Vitkål

Vitkål (sortgruppen 'Alba' inom Brassica oleracea) är en bladrik vit (blekgrön), grön eller röd (lila) tvåårsväxt som odlas som en årlig grönsak för sina tätbladiga huvuden (kålhuvud). Den härstammar från den vilda kålen (B. oleracea var. oleracea) och tillhör "kålgrödorna" eller brassicas, vilket gör den närbesläktad med broccoli och blomkål (var. botrytis); brysselkål (var. gemmifera); och savoykål (var. sabauda).

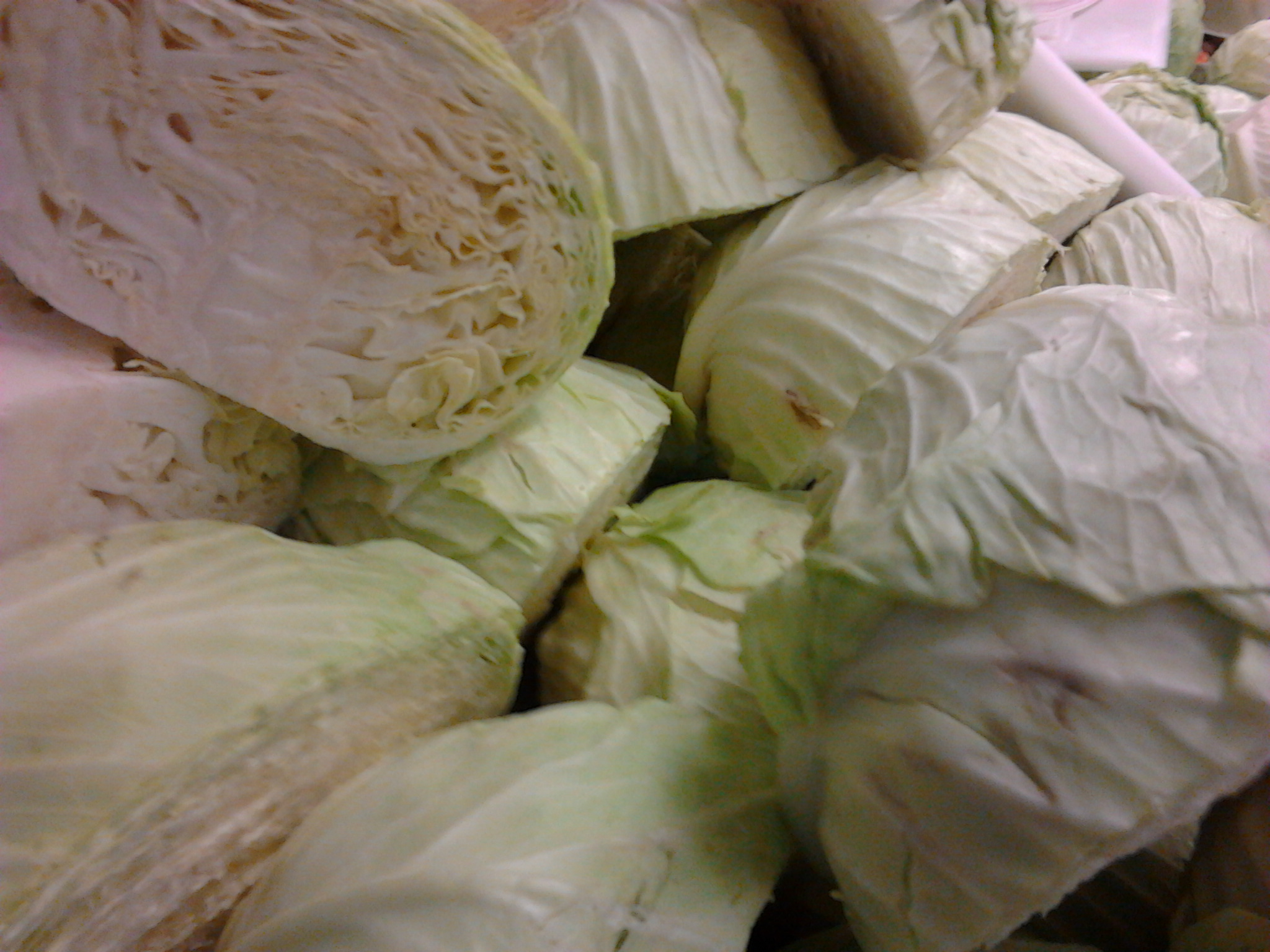
Halverad vitkål

Vikten på vitkål är vanligtvis 0,5–4 kg. Den ljusgröna vitkålen är den vanligaste sorten och har släta blad tätt sammanslutna till ett fast huvud. Både rödkål, som även den är slätbladig, och savoykål, som har kraftigt strukturerade, på undersidan ådriga blad, är ovanligare. Under förhållanden med långa soliga dagar, som på nordligare breddgrader om sommaren, kan kålväxter växa sig ganska stora. Den hittills (år 2012) tyngsta vitkålen vägde 62,71 kg.

## Historia
Vitkålens ursprung, liksom för alla kålväxter, är strandväxten kål. I antikens Rom odlades mycket vitkål. Under tidig medeltid minskade vitkålens popularitet för att sedan växa igen under senmedeltiden. Bidrog till popularitetsökningen gjorde upptäckten av möjligheten att konservera kålen som surkål. Under 1700-talet serverades vitkålen - i borgerliga hushåll - stuvad, färserad eller kokt med färs. Allmogen åt emellertid vitkålen främst som kålsoppa. Vitkålens roll i det svenska köket togs från 1700-talets slut delvis över av potatisen.